# Psicodiagnóstico miocinético
O psicodiagnóstico miocinético, mais conhecido pela sigla PMK, é uma variedade de teste psicológico criado pelo médico e psicólogo Emilio Mira y López e que é habitualmente empregado no Brasil como exame psicotécnico. O teste consiste na avaliação de traços e desenhos feitos com lápis para a avaliação da personalidade, tratando-se portando de um teste expressivo. O uso profissional desse teste por psicólogos foi suspenso pelo Conselho Federal de Psicologia do Brasil a partir do dia 16 de maio de 2012. Voltou a ser validado em 13/10/2014 pelo mesmo órgão.

## História
Toda trajetória de Mira y López colaboraram para o surgimento do PMK, partindo da Medicina, que o levou à Psiquiatria e depois à Psicologia. As atividades de Mira culminaram num período em que a Espanha estava em grande efervescência cultural. Foi escritor, editoralista, conferencista, brilhante orador, professor de Psiquiatria, de Psicologia (psicologia forense, psicologia experimental, psicopatologia infantil), membro e representante de vários conselhos de Psiquiatria na Espanha e criador de vários testes psicométricos.
Introduziu-se no campo da Psicologia, trabalhando com orientação profissional, depois com testes de psicotécnicos para selecção de motoristas. Criou seu célebre perceptotaquímetro e inventou uma prova rudimentar para estudar a dispersão da atenção numa tarefa psicomotora contínua. Teve a intuição de que esses teste mediam não só a capacidade de atenção, mas também traços emocionais e aspectos da personalidade e de conduta.
Mira se concentrou em estudos nas técnicas expressivas, que se diferenciavam das projectivas por serem testes que não fogem de nosso controle, sendo alterado conforme a vontade consciente.
Inicialmente os métodos eram centrados na análise dos movimentos faciais, mas com o decorrer do tempo Mira sentiu necessário medir outras expressões mais distantes do controle consciente.
Em 1936 foi convidado pelo governo para fazer a selecção dos candidatos ao Exército Republicano Espanhol, para o qual julgou necessário a avaliação cinestésica dos avaliadores, ou seja, a sua capacidade de perceber e orientar-se no espaço sem o uso da visão, guiados apenas pela memória das tensões musculares. Foi quando criou o Axistereómetro para essa finalidade, um instrumento que tinha uma barra de metal onde se deslizava um anel metálico, vezes olhando, vezes com os olhos fechados. Aplicando o teste percebeu que ele media um outra variável que originava de desequilíbrios entre as tensões dos músculos que fazem movimentos contrários, pois o indivíduo desviava-se para o lado em que houvesse menor resistência muscular. Percebeu que os indivíduos inibidos tendiam a diminuir o tamanho dos movimentos; os excitados erravam ao aumentar os mesmos; os deprimidos desciam nos movimentos realizados no plano vertical e os exaltados, subiam, e os agressivos avançavam em seus movimentos em direcção sagital.
Houve nesse período alguns conflitos civis e suas experimentações foram interrompidas e em 1939 se mudou de Barcelona para Paris. Lá substituiu as barras metálicas do aparelho axistereómetro por lápis e papel para a execução de diferentes direcções do espaço. Assim nasceu o PMK

### Fundamentação do psicodiagnóstico miocinético
PMK significa Psicodiagóstico Miocinético que é um teste de expressão gráfica que avalia as características estruturais e reacionais de personalidade. Sua natureza não-verbal, associada à falta de controle do examinando sobre as tarefas realizadas e ao fato de sua execução não ser susceptível de aprendizagem o tornam um instrumento que oferece condições para a realização de uma avaliação mais fidedigna da personalidade.
Sua fundamentação teórica é baseada na teoria Motriz da Consciência que postula que toda intenção ou propósito de reacção acompanha-se de uma modificação do tónus postural (tónus: nível de tensão muscular que indica sempre uma polaridade entre dois extremos: entre contracção e relaxamento), que propende a favorecer os movimentos à obtenção dos objectivos e a inibir os movimentos contrário.
Foram vários teóricos que contribuíram com a fundamentação da concepção motriz das actividades mentais. Os positivistas franceses, Comte, Condillac, Fisiognomistas, Naturalistas como Darwin, Galton, Neo-humanistas, Fisiólogos, Psicólogos, Binet, Freud, Wallon, Neurofisiologistas, todos eles suportam a teoria Motriz da Consciência. Em todos esses campos do conhecimento, filósofos, teóricos, afirmam que não existe consciência sem tensões musculares, que as emoções geram mudanças posturais, que existe essa interconexão explícita entre corpo e mente.

## Críticas
Em 2012, o Conselho Federal de Psicologia (CFP) emitiu uma nota acerca do PMK com parecer desfavorável para seu uso profissional por psicólogos, o que implicou a suspensão do uso profissional desse teste por psicólogos a partir do dia 16 de maio de 2012.
| “                                                       | O teste Psicodiagnóstico Miocinético (PMK) é um dentre vários testes psicológicos usados no processo de avaliação psicológica. Nesse sentido, as(o) psicólogas (o) poderão escolher outros testes disponíveis no Sistema de Avaliação de Testes Psicológico, para avaliar os construtos de personalidade que eram objeto de investigação do PMK. | ” |
| — Conselho Federal de Psicologia (CFP), em nota de 2012 | |   |